# Marianella Maal Pacini
Marianella Maal Pacini (Barranquilla, 27 de noviembre de 1978) es una exreina de belleza colombiana, de ascendencia italiana y neerlandesa. Marianella fue señorita Colombia 1998.

## Biografía
Marianella Maal Pacini nació el 27 de noviembre de 1978. Cursó sus estudios escolares en el Colegio Marymount de Barranquilla. Posteriormente, se trasladó a Bogotá para estudiar Derecho en la Universidad de los Andes. Más adelante, se especializó en Derecho Comercial en la Universidad del Norte, regresando así a su ciudad natal.
Hija del empresario Juan Maal Bustillo y la ex-Señorita Atlántico 1968 Carmen Solano Pacini. Marianella contrajo matrimonio con Rodrigo Dangond Navarro con quien ha formado una familia junto a sus tres hijos: Paulina, Rodrigo José y Nicolás Dangond Maal.
Tras su participación como reina de belleza, Marianella incursionó brevemente en los medios de comunicación como presentadora del canal Caracol. Más adelante, se desempeñó como Directora Ejecutiva de la Fundación Fútbol con Corazón, una organización social que utiliza el deporte como herramienta de transformación y desarrollo comunitario.

## Resultados Concurso Nacional de Belleza de Colombia - 1998
| Título            | Candidata                                             |
| ----------------- | ----------------------------------------------------- |
| Señorita Colombia | - Marianella Maal Pacini Señorita Atlántico           |
| Virreina Nacional | - Paulina Margarita Gálvez Pineda Señorita Nariño     |
| Primera Princesa  | - Georgett Giovanna Medina Pinzón Señorita Boyacá     |
| Segunda Princesa  | - Laura Sofía Dávila-Pestana López Señorita Cartagena |
| Tercera Princesa  | - Claribeth Yésika Valencia Hinestroza Señorita Chocó |